# Hielslag

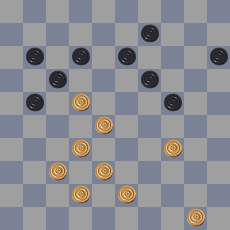
diagram 1

De hielslag is een standaardcombinatie die bij het dammen een belangrijke rol speelt.
De naam houdt verband met het effect dat de slag teweegbrengt. Door de terugslag wordt opeens een vrij veld gecreëerd. In diagram 1 wint wit eenvoudig door 34-29 (24x33) 28x39! dit is de feitelijke hielslag (17x28) 32x3. Uiteraard zijn er veel ingewikkelder hielslagen mogelijk.